# 永安台街道
永安台街道，是中华人民共和国辽宁省抚顺市新抚区下辖的一个乡镇级行政单位。2019年11月29日，撤销南阳街道，将其所辖行政区域划归永安台街道管辖。

## 行政区划
永安台街道下辖以下地区：
友谊社区、永宁社区、迎宾社区、南台社区、北台社区、西公园社区和东一路社区。